# Wahida Dridi
Pour les articles homonymes, voir Dridi.
Wahida Dridi (arabe : وحيدة الدريدي) est une actrice tunisienne, notamment connue pour avoir tenu le rôle de Khadija dans la série télévisée Pour les beaux yeux de Catherine.

## Biographie
Elle est directrice de la maison de la culture Moustapha-Agha au Kram et occupe ce même poste à Dahmani et Tunis (maison de la culture de Bab Laassal).
Elle est également professeur et comédienne de théâtre, elle participe notamment à des spectacles de fdaoui.
En 2015 et 2016, elle reçoit le prix de la meilleure actrice pour son rôle de Moufida dans la série Awled Moufida aux Romdhane Awards, attribués par Mosaïque FM,.
En 2018, elle est nommée à la tête du palais Abdellia.

## Filmographie

### Cinéma
- 2001 : Fatma de Khaled Ghorbal
- 2004 : Parole d'hommes de Moez Kamoun (ar)
- 2005 : Le Tigre et la Neige de Roberto Benigni : Salwa

### Télévision
- 2002 : Itr Al Ghadhab de Habib Mselmani
- 2003 : Chez Azaïez de Slaheddine Essid
- 2004 : Hssabet w Aqabet de Habib Mselmani : Atef Wazzan
- 2008 : Choufli Hal (invitée d'honneur de l'épisode 24 de la saison 4) de Slaheddine Essid : Najla
- 2009 : Aqfas Bila Touyour (ar) d'Ezzeddine Harbaoui
- 2011 : Portable de Habib Mselmani
- 2012 : Pour les beaux yeux de Catherine de Hamadi Arafa : Khadija
- 2012 : La Fuite de Carthage (téléfilm) de Madih Belaïd
- 2013 : Zawja El Khamsa de Habib Mselmani et Jamel Eddine Khelif : Henia Bornidi alias Hannouna
- 2014 : Ikawi Saadek d'Émir Majouli et Oussama Abdelkader : Kalthoum
- 2014 : Maktoub (saison 4) de Sami Fehri : mère de Hédi
- 2015-2020 : Awled Moufida de Sami Fehri : Moufida[6]
- 2018 : Tej El Hadhra de Sami Fehri :  Cherifa
- 2021 : Awled El Ghoul (ar) de Mourad Ben Cheikh : El Kemla
- 2023 : Djebel Lahmar de Rabii Tekali (invitée d'honneur des épisodes 9, 11, 12, 15 et 18-19) : Fatma alias Fattouma

## Théâtre
- 2007 : Lella Echarda (La Fuyarde), mise en scène par Wahida Dridi[7]
- 2010 : Salut les artistes !, texte de Ba Kamane et mise en scène d'Imad Ouaslati[8]
- 2015 : Le Retour, texte, mise en scène et interprétation de Wahida Dridi